# Annie Ellsworth

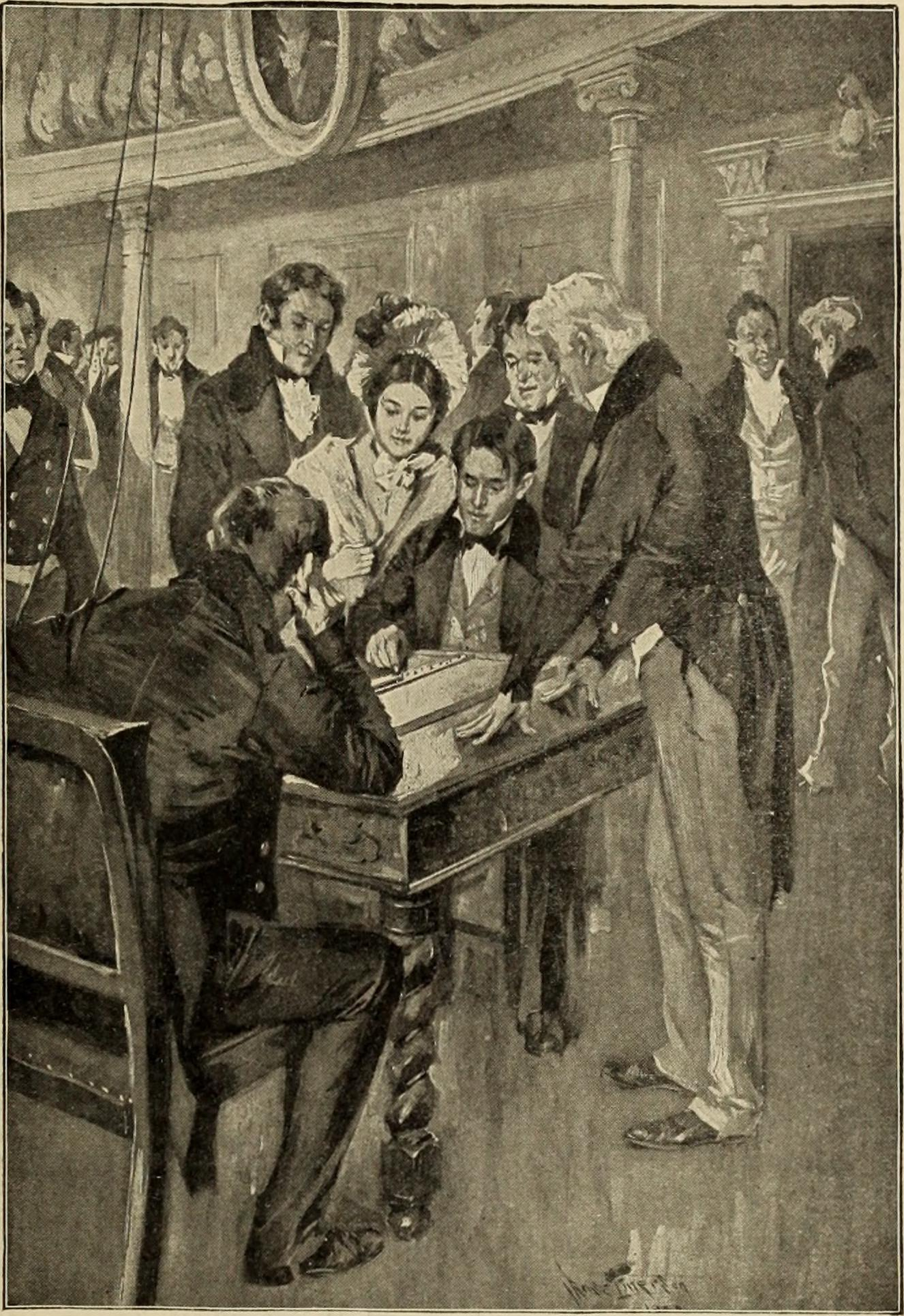
Die 18-jährige Annie Ellsworth diktiert Morse (sitzend) das erste Telegramm (1844)

Anna „Annie“ Goodrich Ellsworth, verh. Anna Smith, (* 5. Januar 1826 in Connecticut; † 21. Januar 1900 in New York) war eine US‑amerikanische Frau. Bekannt ist sie vor allem aufgrund ihrer Mitwirkung bei einem technikgeschichtlich bedeutsamen Ereignis: der Übermittlung des ersten Telegramms der USA.

## Das erste Telegramm
Am 24. Mai 1844, morgens um 8:45 Uhr, stand Annie Ellsworth neben Samuel Morse (Bild), der an einem Tisch im Kapitol der amerikanischen Hauptstadt Washington Platz genommen hatte. Sie diktierte ihm die Worte, die in die Geschichte der Vereinigten Staaten als die ersten eingingen, die per Telegrafie übermittelt wurden:

“What hath God wrought?”

„Was hat Gott getan?“

Original des Empfängers in Baltimore

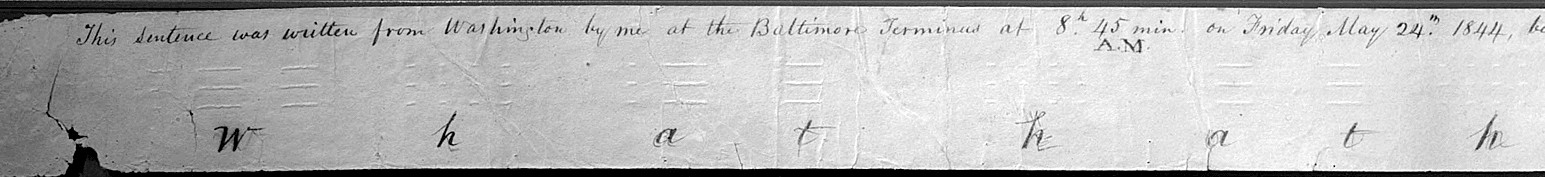
Anfang des Original-Papierstreifens des ersten Telegramms mit den Codemarken der Stahlstifte

Der damals verwendete Code

Um auszuschließen, dass Morse mit seinem in der Gegenstelle sitzenden Partner Alfred Vail einen vorab heimlich verabredeten Text austauschte, hatte man Annie gebeten, einen beliebigen Text ihrer Wahl vorzugeben (mehr Details und eine Anekdote hierzu im Abschnitt Leben). Sie entschied sich für das Bibelzitat.
Samuel Morse sendete diesen Text mithilfe seines Apparats, dem elektromagnetischen Schreibtelegrafen, vom Kapitol aus über die unmittelbar zuvor gebaute Telegrafenlinie nach Baltimore. Vail saß dort, in vierzig Meilen (64 km) Entfernung, im Bahnhofsgebäude Mount Clair Station (heute das Museum der Baltimore & Ohio Railroad). Dabei wurde der Amerikanische Morsecode verwendet, den Vail erst kurz zuvor entwickelt hatte:
−−·   ····   ·−   −       ····   ·−   −   ····       −−·   · ·   −··       ·−−   · ··   · ·   ··−   −−·   ····   −
Nach dem Empfang, sendete Vail den Text zur Kontrolle umgehend wieder nach Washington zurück, wo er aufgezeichnet wurde. Sowohl beim Senden als auch beim Empfangen geschah dies mithilfe eines Streifenschreibers, bei dem, durch einen Elektromagneten gesteuert, drei Stahlstifte Punkt- und Strich-Markierungen auf einem langen Papierstreifen hinterließen. Insgesamt entstanden bei diesem Ereignis somit vier solche Streifen. Darauf sind noch heute die Punkt- und Strich-Markierungen zu erkennen, die dort aufgezeichnet worden waren.
Einen dieser Streifen bekam Annie von Morse geschenkt. Er hatte darauf mit Bleistift die einzelnen Buchstaben des übermittelten Textes ergänzt und ihr zur Erinnerung eine Widmung verfasst. Sie selbst überschrieb Morses Schrift mit einer Tuschefeder:

“This sentence was written from Washington by me at the Baltimore Terminus at 8 h 45 min. A.M. on Friday May 24th, 1844, being the first ever transmitted from Washington to Baltimore by telegraph and was indi[ca]ted by my much loved friend Annie G. Ellsworth. Saml. F. B. Morse. Superintendent of Elec. Mag. Telegraphs.”

„Dieser Satz wurde von mir am Freitag, den 24. Mai 1844, um 8:45 Uhr morgens von Washington an die Baltimore-Endstation geschrieben, er war der erste, der jemals per Telegraf von Washington nach Baltimore übermittelt wurde und war mir von meiner geliebten Freundin Annie G. Ellsworth vorgegeben worden. Saml. F. B. Morse. Superintendent der Elektr.-Mag. Telegraphs.“

Annie bewahrte diesen originalen Papierstreifen fast ihr ganzes Leben lang auf. Im Alter entschied sie sich, diesen der Kongressbibliothek zu überlassen, wo er bis heute gehütet wird.

## Leben
Über Annie Ellsworths Leben ist ansonsten nur wenig bekannt. Ihre Eltern waren Henry Leavitt Ellsworth (1791–1858) und seine Ehefrau Nancy, geb. Goodrich. Ihr Vater war der erste Leiter des 1836 gegründeten amerikanischen Patentamts, Präsident des Versicherungskonzerns Aetna und Gründer des späteren Landwirtschaftsministeriums der Vereinigten Staaten sowie später auch ein erfolgreicher Zeitschriftenverleger. Er war technisch sehr interessiert, kannte Morses Erfindung gut, und unterstützte dessen Ideen und Vorhaben. Umgekehrt war Morse ein langjähriger Freund der Familie Ellsworth. Er kannte Annies Vater seit der gemeinsamen Studienzeit in Yale und die Tochter seit ihrer Kindheit.
Etwa zwei Jahre vor dem berühmten Telegramm hatte Morse schon fast die Hoffnung aufgegeben, dass er seinen Plan jemals umsetzen könnte. Ihm fehlte schlicht das Geld. Zwar hatte er bereits vor längerer Zeit den Kongress um finanzielle Unterstützung gebeten, aber inzwischen sah es so aus, dass daraus nichts werden würde. Auch ein letzter Besuch in Washington brachte keinen Erfolg. Er saß dort in seinem Hotelzimmer und musste einsehen, dass sein Traum wohl geplatzt war. Nach dem Frühstück würde er die Heimreise nach New York antreten.
In dem trüben Moment hörte er die Stimme eines Hotelangestellten: „Sir, im Salon wartet eine junge Dame, um mit Ihnen zu sprechen.“ Es war die damals 16‑jährige Annie die ihm freudig mitteilte: „Ich bin gekommen, um dir zu gratulieren.“ „Wozu denn?“ „Zur Verabschiedung des Gesetzesentwurfs.“ „Oh nein, mein junge Freundin, du irrst dich. Ich war gestern Abend noch spät im Senat, und dort wurde mir gesagt, ich hätte keine Chance.“ „Aber, nein“, entgegnete sie, „Du irrst dich. Vater war um Mitternacht dort und hat gesehen, wie Präsident Tyler den Gesetzentwurf unterzeichnet hat. Bin ich denn die Erste, die es dir sagt?“
Er war baff und zunächst unfähig zu sprechen. Dann sagte er: „Ja, Annie, du bist die Erste. Und jetzt verspreche ich dir etwas: Die erste Nachricht, die ich auf der zukünftigen Telegrafenstrecke senden werde, darfst du bestimmen.“
Und so kam es, dass Annie Ellsworth ungefähr zwei Jahre später, am Morgen des 24. Mai 1844, im Saal des Kapitol anwesend war und mithalf, Geschichte zu schreiben. In der Mitte des Saals, befand sich ein seltsam aussehendes Gerät – der Morsetelegraf. Sie wusste, dass dieses über eine lange Leitung mit einem weiteren Gerät im Bahnhof der B&O‑Railroad in Baltimore verbunden war – mehr als 60 km entfernt.
Annie hatte einen Bruder, Henry William Ellsworth (1814–1864), Anwalt, Autor, Dichter und Diplomat, unter anderem in Schweden.
Im Jahr 1845 zog Annie mit ihrer Familie nach Lafayette (Indiana). Im Jahr 1851 heiratete sie dort Roswell Smith (1829–1892), der im Jahr 1881 Verleger des Century Magazine in New York wurde. Das Ehepaar hatte sechs Kinder, darunter den Sohn Van C. Smith, späterer Geschäftsmann in Omaha (Nebraska). Zusammen mit seinem Geschäftspartner Aaron Wilburn errichtete er im Jahr 1869 zwei Gebäude aus Lehmziegeln im Südosten des US-Bundesstaats New Mexico und benannte diese winzige Ansiedlung nach dem Vornamen seines Vaters. Gleichzeitig wurde damit der Grundstein gelegt für die heutige Stadt Roswell (New Mexico), die mit nun rund 50.000 Einwohnern die fünftgrößte Stadt des Bundesstaates ist.
Anna Ellsworth Smith war Mitglied der Daughters of the American Revolution (DAR), deutsch „Töchter der Amerikanischen Revolution“, ein patriotischer Frauenverband der USA, der das Erbe der Amerikanischen Revolution von 1776 wachhält. Sie wirkte in der örtlichen General-de-Lafayette-Sektion. Ihr Engagement dort sowie ihre bekannte Rolle in der Geschichte der Telegrafie vermitteln das Bild einer gebildeten und patriotischen Frau.